# Jefim Jewdokimow
Jefim Gieorgijewicz Jewdokimow (ros. Ефи́м Гео́ргиевич Евдоки́мов, ur. 8 stycznia?/20 stycznia 1891 w Kopalu w obwodzie siemirieczeńskim, zm. 3 lutego 1940 w Moskwie) – rosyjski komunista, funkcjonariusz Czeka/OGPU, jeden z organizatorów czerwonego terroru w czasie wojny domowej w Rosji, członek KC WKP(b) (1934-1938), zastępca komisarza ludowego transportu wodnego ZSRR (1938).

## Życiorys
Od czerwca 1907 członek partii socjalistów-rewolucjonistów, w lutym 1908 aresztowany, w maju 1908 zwolniony, w lutym 1909 ponownie aresztowany, skazany na 4 lata katorgi; wyrok zamieniono na 3 lata więzienia. W marcu 1912 zbiegł z więzienia, w lipcu 1912 aresztowany, skazany na osiedlenie w guberni permskiej, od kwietnia do września 1917 w armii rosyjskiej, 1917-1918 w Centrosojuzie, od marca do listopada 1918 kierownik wydziału WCIK, od kwietnia 1918 w RKP(b), od czerwca do grudnia 1918 szef Wydziału Specjalnego Czeka guberni moskiewskiej, 1919 słuchacz kursów Akademii Sztabu Generalnego. Od stycznia 1920 szef działu tajno-politycznego Wydziału Specjalnego Czeki Frontu Południowego, 1920 szef działu tajno-politycznego Wydziału Specjalnego Czeki Frontu Południowo-Zachodniego i szef Krymskiej Grupy Uderzeniowej. Od kwietnia 1921 szef działu tajno-politycznego Wszechukraińskiej Czeki przy Radzie Komisarzy Ludowych Ukraińskiej SRR i szef Wydziału Specjalnego Wszechukraińskiej Czeki przy Radzie Komisarzy Ludowych Ukraińskiej SRR, od czerwca 1922 do czerwca 1923 pełnomocny przedstawiciel GPU przy Radzie Komisarzy Ludowych Ukraińskiej SRR na Ukrainę Prawobrzeżną i jednocześnie dowodzący wojskami GPU pełnomocnego przedstawicielstwa GPU przy Radzie Komisarzy Ludowych Ukraińskiej SRR na Ukrainę Prawobrzeżną, od listopada 1922 do czerwca 1923 przewodniczący GPU guberni kijowskiej.
Od lipca 1923 do października 1929 pełnomocny przedstawiciel OGPU przy Radzie Komisarzy Ludowych ZSRR na Kaukaz Północny, od 26 października 1929 do 31 lipca 1931 szef Zarządu Tajno-Politycznego OGPU przy Radzie Komisarzy Ludowych ZSRR i członek Kolegium OGPU przy Radzie Komisarzy Ludowych ZSRR, od 13 lipca 1930 do 26 stycznia 1934 członek Centralnej Komisji Kontroli WKP(b). Od sierpnia 1931 do 27 listopada 1932 pełnomocny przedstawiciel OGPU przy Radzie Komisarzy Ludowych ZSRR w Azji Środkowej, od 27 listopada 1932 do 5 stycznia 1934 pełnomocny przedstawiciel OGPU przy Radzie Komisarzy Ludowych ZSRR w Kraju Północno-Kaukaskim, od stycznia 1934 do stycznia 1937 I sekretarz Północno-Kaukskiego Komitetu Krajowego WKP(b). Od 10 lutego 1934 do 9 listopada 1938 członek KC WKP(b), od 7 stycznia do września 1937 I sekretarz Azowsko-Czarnomorskiego Komitetu Krajowego WKP(b), od września 1937 do maja 1938 I sekretarz Komitetu Obwodowego WKP(b) w Rostowie nad Donem. Od maja do listopada 1938 zastępca ludowego komisarza transportu wodnego ZSRR. Deputowany do Rady Najwyższej ZSRR I kadencji.
W okresie "wielkiej czystki" 9 listopada 1938 aresztowany przez NKWD. 2 lutego 1939 skazany na śmierć przez Kolegium Wojskowe Sądu Najwyższego ZSRR z zarzutów o szpiegostwo, udział w spiskowej organizacji kontrrewolucyjnej i przygotowywanie aktów terrorystycznych. Stracony następnego dnia. Skremowany w krematorium na Cmentarzu Dońskim, pochowany anonimowo (obecnie mogiła zbiorowa nr 1 na Nowym Cmentarzu Dońskim. Jego żona Maria i syn Jurij zostali również skazani przez Kolegium Wojskowe SN ZSRR i straceni w tym samym czasie.
Zrehabilitowany 17 marca 1956 postanowieniem Kolegium Wojskowego SN ZSRR.

## Odznaczenia
- Order Lenina (20 grudnia 1935)
- Order Czerwonego Sztandaru (czterokrotnie - 21 lipca 1921, 13 czerwca 1923, 18 lutego 1928 i 3 kwietnia 1930)
- Order Czerwonego Sztandaru Pracy Turkmeńskiej SRR (1932)
- Order Czerwonego Sztandaru Pracy Tadżyckiej SRR (11 grudnia 1932)